# Cléber Reis
Cléber Janderson Pereira Reis – kurz Cléber Reis, meist aber nur Cléber (* 5. Dezember 1990 in São Francisco do Conde, Bahia) – ist ein brasilianischer Fußballspieler. Er ist seit 30. Januar 2022 ohne Vertrag (Stand: 18. Mai 2022).

## Karriere
Cléber begann seine Karriere in den Jugendabteilungen des Legião FC und des Paulista FC, bei dem er den Sprung in die erste Mannschaft schaffte. Über die Stationen Itumbiara EC und Grêmio Catanduvense kam er Ende April 2012 zum AA Ponte Preta. Im Mai 2013 gewann Cléber mit seinem Team die Troféu Campeão do Interior.
Im Juli 2013 wechselte Cléber zu den Corinthians aus São Paulo. Er erhielt einen bis zum Ende des Jahres 2017 laufenden Vertrag. Nach dem Weggang von Paulo André zu Shanghai Shenhua im Februar 2014 wurde Cléber Stammspieler in der Innenverteidigung, die er meist mit Gil bildete.
Ende August 2014 wechselte Cléber in die Bundesliga zum Hamburger SV. Er unterschrieb einen bis zum 30. Juni 2018 datierten Vertrag. Sein Debüt in der Bundesliga gab er am 14. September 2014 (3. Spieltag) bei der 0:2-Niederlage im Auswärtsspiel gegen Hannover 96; sein erstes Bundesligator erzielte er am 7. Dezember 2014 (14. Spieltag) beim 2:1-Sieg im Heimspiel gegen den 1. FSV Mainz 05 mit dem Treffer zum 1:0. Beim Heimspiel am 20. März 2015 (26. Spieltag) gegen Hertha BSC erhielt er mit der Gelb-Roten Karte in der 81. Spielminute seinen ersten Platzverweis in der Bundesliga.
Anfang Januar 2017 wechselte Cléber zurück in seine brasilianische Heimat und schloss sich dem FC Santos an. Dort kam er zu fünf Einsätzen in der Staatsmeisterschaft von São Paulo sowie zu einem Einsatz in der Série A.
Im August 2017 wurde Cléber für 7,3 Mio. Real bis zum Ende der Saison 2017 an den Coritiba FC ausgeliehen. Nach Ende der Leihe fand er keinen Platz im Kader von Santos und wurde bis einschließlich 2020 weiterhin an andere Klubs ausgeliehen. 2021 befand er sich ausschließlich bei Santos, ohne aber am Training der Mannschaft teilnehmen zu dürfen. Seine Kontrakt mit dem Klub endet zum 30. Januar 2022. Seit dem Auslaufen des Kontraktes ist er ohne neue Anstellung.

## Erfolge
AA Ponte Preta
- Troféu Campeão do Interior: 2013